# Limite de exposição ocupacional
Os Limites de Exposição Ocupacional - LEO são limites superiores da concentração ou intensidade aceitável de substâncias perigosas no ar ou absorvidas pela pele ou ainda de energias físicas presentes no ambiente de trabalho para um determinado agente ambiental. Normalmente, o LEO é definido pelas autoridades nacionais competentes e aplicado por meios legais para proteger a segurança e saúde do trabalhador. O LEO é um parâmetro importante na avaliação e no gerenciamento de riscos. Existem muitas substâncias químicas para as quais não há LEO baseados em saúde e derivados por entidades ad hoc. Nestes casos, pode-se utilizar os LEO derivados por métodos alternativos, como provisórios de trabalho, baseados em processo prescritivo ou obtê-los por estratégias de bandas de exposição ocupacional, bandas de perigo ou bandas farmacêuticas.

Os LEO geralmente são adaptados para serem utilizados na avaliação da exposição dérmica às substâncias químicas que causem efeito sistêmico, isto é, substâncias químicas que, após o contato e absorção, causem efeitos adversos no sítio afastado da via de absorção. Para isso, os LEO derivados para via respiratória são convertidos para LEO em dose equivalente proporcionais à massa de contaminante esperada ser absorvida a partir do volume de ar inalado pelo trabalhador durante a jornada de trabalho.

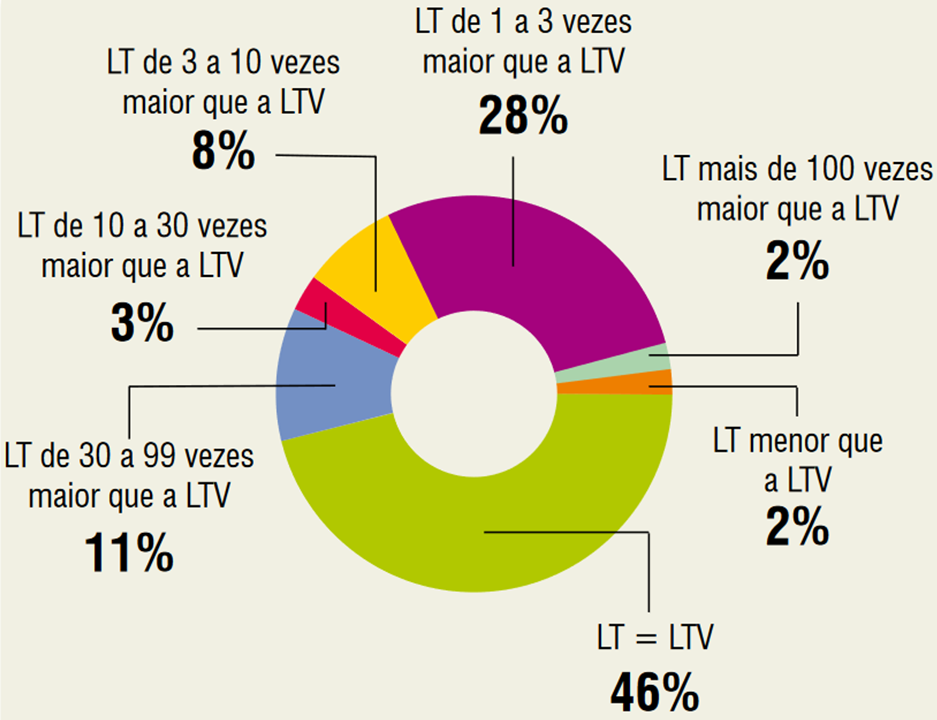
Indicação da defasagem dos Limites de Tolerância do Anexo 11 da NR-15 com os TLVs® adotados pela ACGIH® em 2010

No Brasil, os LEO eram regulados pelo extinto Ministério do Trabalho, atualmente Ministério da Economia, e foram denominados por Limites de Tolerância - LT, embora, as recentes revisões das Normas Regulamentadoras (NR) têm adotado o termo LEO. O LT é a concentração ou intensidade máxima ou mínima, relacionada com a natureza e o tempo de exposição ao agente, em que se acredita que para a maioria dos trabalhadores possa estar repetidamente exposta, dia após dia, durante a sua vida laboral, sem sofrer efeitos adversos à saúde.
Os LT estão regulamentados na NR 15 - Operações e atividades insalubres de 1978, que tomou como base os Threshold Limit Value - TLV® publicados a época pela American Conference of Governmental Industrial Hygienists - ACGIH® com o ajuste devido à diferença entre a jornada de trabalho brasileira (48 horas semanais a época) e a jornada padrão (40 horas semanais). O modelo toxicocinético de ajuste entre jornadas adotado foi o desenvolvido por Brief & Scala, resultando em um Fator de Redução - FR de 0,78.
Os LT estão desatualizados há mais de 40 anos, a figura ao lado indica a defasagem dos LT do Anexo 11 da NR-15 em relação aos TLVs® adotados pela ACGIH® em 2010. Embora os LT estejam ultrapassados, moção para a sua revisão foi emitida pela Associação Brasileira de Higienistas Ocupacionais - ABHO.
A NR 9 - Programa de Prevenção de Riscos Ambientais determina que na ausência de LT para os agentes físicos, químicos ou biológicos na NR 15, deve-se observar os TLV® da ACGIH® e também é recomendado utilizá-los, quando há discrepância entre os LT e TLV, visto que este último é submetido anualmente por processo de revisão.

## Introdução

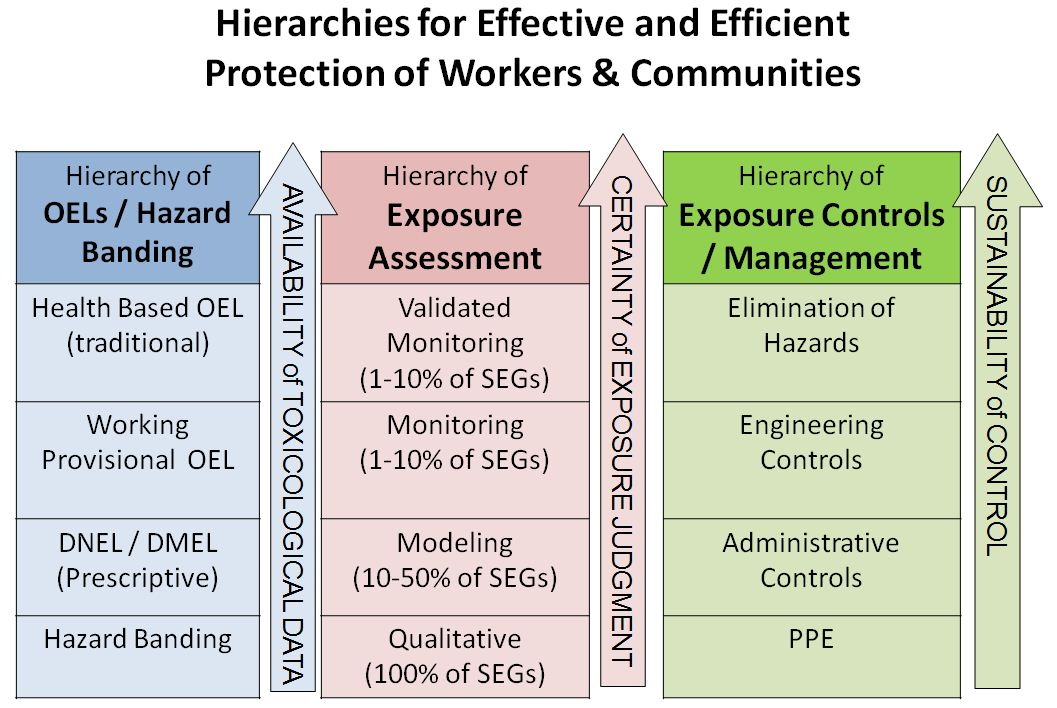
Representação simples da hierarquia de avaliação e gerenciamento de risco de exposição com base nas informações disponíveis

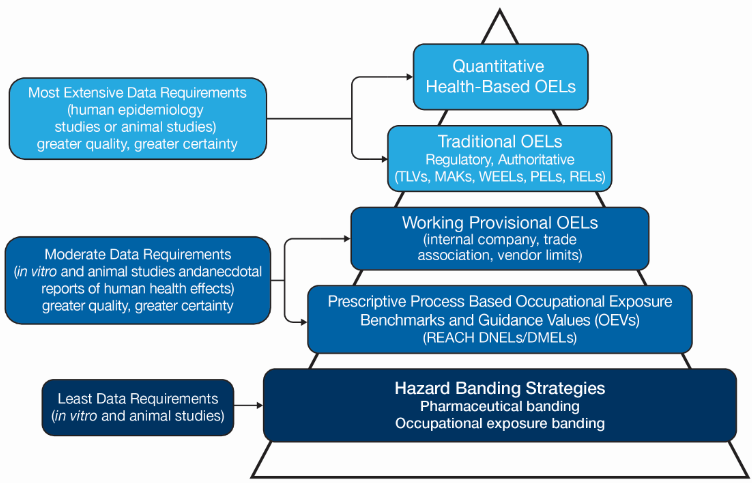
Hierarquia de limites de exposição ocupacional (LEO)

Os LEO foram estabelecidos para substâncias químicos dispersos no ar no local de trabalho por várias organizações regulatórias e autorizadas em todo o mundo há mais de 60 anos. Com a alteração das regulamentações, a mudança nos centros de crescimento da manufatura e a mudança em direção a uma visão mais global sobre as questões de higiene ocupacional, é importante o Higienista Ocupacional compreender as questões atuais e crescentes que impactam a viabilidade contínua dos LEO na prática profissional.
Embora os LEO baseados em saúde e revisados por pares sejam preferidos para estabelecer níveis seguros de exposição ou para implementar controles adequados para fornecer proteção ao trabalhador, a falta de LEO disponíveis publicamente levou a outras fontes de níveis seguros para proteger os trabalhadores. Os higienistas industriais ou ocupacionais estão frequentemente na linha de frente em antecipar e reconhecer os perigos da exposição química para os trabalhadores e devem avaliar o risco de exposição por meio do uso de LEO para que estratégias de controle adequadas possam ser implementadas para manter os trabalhadores abaixo dos valores dos LEO. Na ausência de LEO, no entanto, há uma variedade de ferramentas que podem e devem ser usadas para avaliar o potencial de exposição dos trabalhadores. A "Hierarquia de LEO" fornece um continuum de valores-limites de exposição ocupacional que permitem a avaliação do risco de exposição a fim de aplicar controles adequados.

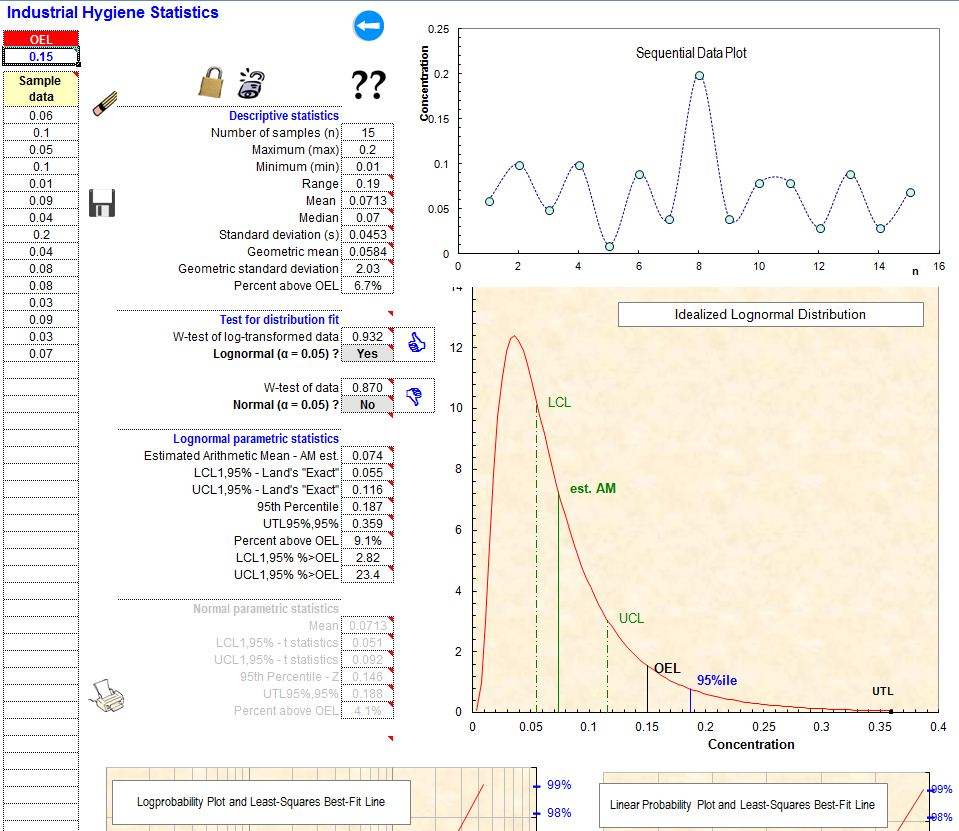
Ilustração dos resultados estatísticos apresentados no IHSTAT usando dados de monitoramento por amostragem de ar

A amostragem pessoal do ar é realizada rotineiramente nos trabalhadores para determinar se as exposições são aceitáveis ou inaceitáveis. Essas amostras são coletadas e analisadas usando métodos analíticos e de amostragem validados. Esses métodos estão disponíveis no Manual Técnico da OSHA e no Manual de Métodos Analíticos do NIOSH. Estão disponíveis ferramentas estatísticas para auxiliar na avaliação dos dados de monitoramento da exposição em relação aos LEO. As ferramentas estatísticas são normalmente gratuitas, mas requerem conhecimento prévio dos conceitos estatísticos e para alguns parâmetros, conhecimento avançado. Uma ferramenta estatística de dados de exposição popular denominada "IHSTAT©" está disponível na American Industrial Hygiene Association - AIHA. A IHSTAT© tem 14 idiomas incluindo o português e está disponível gratuitamente. Outros software estão disponíveis para aplicar testes estatísticos e auxiliar na avaliação da exposição, como Hyginist da Theo Scheffers Arbo Consultancy - TSAC, Altrex Chimie do Institut National de Recherche et Securite - INSR, BWStat da Belgian Society for Occupational Hygiene - BSOH, British Occupational Hygiene Society - BOHS e da Nederlandse Vereniging voor Arbeidshygiëne - NVvA.
Os métodos para realizar avaliações de exposição ocupacional podem ser encontrados em "A Strategy for Assessing and Managing Occupational Exposures, 4th ed." editada por Steven D. Jahn, William H. Bullock e Joselito S. Ignacio.

## Tipos
- Workplace Environmental Exposure Level – WEEL, definido pela American Industrial Hygiene Association, Toxicology Excellence for Risk Assessment e Occupational Alliance for Risk Science – AIHA/TERA/OARS
- Maximale Arbeitsplatzkonzentrationen – MAK, definido pelo Deutsche Forschungsgemeinschaft – DFG
- Permissible Exposure Limit - PEL, definido pela Occupational Safety and Health Administration - OSHA dos EUA
- Recommended Exposure Limit - REL, definido pelo National Institute for Occupational Safety and Health - NIOSH dos EUA
- Indicative Occupational Exposure Limit Value - IOELV, definido pela União Europeia
- Threshold Limit Value - TLV®, definido pela American Conference of Governmental Industrial Hygienists - ACGIH®
- Occupational Exposure Banding - OEB, um processo que pode ser usado quando não há dados suficientes disponíveis para determinar os limites quantitativos de exposição

## Valores-Limites Internacionais
A base de dados ″GESTIS - International limit values for chemical agents″ contém uma coleção de valores-limites ocupacionais para substâncias perigosas coletados em mais de 30 países: vários estados membros da UE, Austrália, Canadá, Israel, Japão, Nova Zelândia, Cingapura, Coreia Sul, Suíça, China, Turquia e Estados Unidos. O banco de dados contém valores de mais de 2.000 substâncias.
A presente base de dados foi elaborada em cooperação com especialistas de várias instituições internacionais de segurança e saúde no trabalho. O objetivo é fornecer uma visão geral dos valores-limites em diferentes países. Uma vez que os valores-limites variam no seu tratamento, no nível de proteção e na sua relevância jurídica, as listas originais de valores-limites e as respectivas explicações devem ser consideradas como fontes primárias. Além disso, a nomenclatura química é divergente e, portanto, sinônimos podem ser encontrados no banco de dados de substâncias GESTIS.[carece de fontes?]
O banco de dados também está disponível como um aplicativo para celulares com sistemas operacionais Android ou iOS.[carece de fontes?]